# Jean Pierre Mégnin
Jean Pierre Mégnin (dont le prénom usuel est Pierre) est un vétérinaire et un entomologiste français, né le 16 janvier 1828 à Hérimoncourt dans le Doubs et mort le 31 décembre 1905, à Vincennes. Il est considéré comme le précurseur de la cynologie et de l'entomologie forensique.

## Biographie
Jean Pierre Mégnin intègre l'école impériale vétérinaire d'Alfort en 1849 et obtient son diplôme de vétérinaire le 14 août 1853. Dès sa sortie, il opte pour une carrière militaire et il sera principalement affecté à Paris ou à Vincennes. Il prend sa retraite en 1885, année pendant laquelle il fonde le journal l'Éleveur dont il devient directeur de publication. Auparavant et dès 1875, il s'était déjà impliqué dans le journalisme en participant régulièrement, sous le pseudonyme du Dr Joanné, à la rédaction du journal l'Acclimatation créé par Émile Deyrolle.

### Parcours militaire
Après un stage à l'école impériale de cavalerie, il est affecté au 2e régiment d'artillerie à pied en 1855. Il sert ensuite, successivement, au 19e régiment d'artillerie à cheval en 1860, au 2e régiment monté d'artillerie de la garde impériale en 1864, au 3e régiment de lanciers en 1869, au 15e régiment de dragons en 1871, au 25e régiment d'artillerie en 1872, au 12e régiment d'artillerie en 1874 dans lequel il restera jusqu'à l'âge de la retraite.
Il exerce les fonctions d'aide-vétérinaire de deuxième classe en 1855, de vétérinaire en deuxième à partir de 1860, de vétérinaire en premier à compter de 1869. Il est aussi chargé de l'inspection par quartier de l'abattoir militaire de Vincennes.
Durant la guerre franco-allemande de 1870, il est fait prisonnier avec son unité et il subira plusieurs mois de captivité en Allemagne.

### Travaux scientifiques
Jean Pierre Mégnin s'implique dans de nombreux domaines touchant à la médecine vétérinaire et humaine. La communauté internationale lui reconnaît une expertise en parasitologie, en cynologie, en hippologie, en entomologie légale.
Il s’intéresse, en 1878, aux mouches charbonneuses de la Nouvelle-Calédonie. Il fait paraître, en 1880, les Maladies parasitaires chez l’homme et les animaux domestiques et, en 1906, Les Insectes buveurs de sang.
Il s’illustre dans l’observation de la faune des cadavres dont l’étude permet de dater leur mort. Il fait paraître près d’une quinzaine de publications sur ce sujet dont la Faune des tombeaux considérée comme l’ouvrage fondateur de l’entomologie médico-légale, prélude à La Faune des cadavres (G. Masson, 1894), application précise de l'entomologie à la médecine légale : l'entomologie forensique. Il met notamment en place la théorie des escouades d'insectes nécrophages qui colonisent successivement les cadavres de mammifères. Bien qu'erronée, cette technique est à la base du calcul de l'intervalle post mortem pour la datation des cadavres lors des enquêtes policières.
Il s’intéresse également aux acariens.
Le nom du chien de race beauceron a été utilisé pour la première fois par Pierre Mégnin dans son livre de 1888 sur les chiens de guerre ; cette race était précédemment connue sous le nom de berger de la Brie pour les chiens à poil long et berger de la Beauce pour les chiens à poil court. De même, il a introduit la classification des races canines en fonction des types lupoïde, molossoïde, braccoïde et graïoïde. Il a décrit le standard des races de chiens dans de nombreux ouvrages très documentés.
Jean Pierre Mégnin intègre la Société entomologique de France en 1875. Il en prend la présidence en 1879. Il préside la Société zoologique de Londres en 1885. Le 5 décembre 1893, il est élu à l’Académie de médecine, dans la section médecine vétérinaire. Il est membre de la Société de médecine légale de France, de la Société de biologie.

### Décorations et récompenses
Jean Pierre Mégnin est fait chevalier de la légion d'honneur par décret du 16 janvier 1879. Il est également chevalier du mérite agricole (1883), officier du mérite agricole et, en 1877, il est nommé officier d'académie puis officier de l'instruction publique.
Il obtient de nombreuses récompenses pour ses travaux et, notamment :
- une médaille d'argent au concours annuel de 1858 ;
- une médaille d'or au concours annuel de 1865 ;
- une médaille d'argent de la Société d'agriculture en 1866 ;
- une médaille d'or au concours annuel de 1867 ;
- une médaille de vermeil de la Société d'insectologie agricole en 1868 ;
- une médaille d'or de la Société centrale de médecine vétérinaire de France ;
- le prix Thore en 1873[13] ;
- une médaille d'argent de la Société vétérinaire de la Seine en 1875 ;
- une médaille d'or de la Société nationale et centrale des vétérinaires en 1876 ;
- il est lauréat de l'Académie des sciences en 1877[13].

## Principaux ouvrages
- Pierre Mégnin, Le chien : histoire, hygiène, médecine ; "vade-mecum" de l'éleveur et de l'amateur de chiens, E. Deyrolle, Paris, 286 p, 1877
- P. Mégnin, L'ami du cheval, simple conseil sur l'élevage, l'hygiène, la médecine et l'achat des chevaux, J. Lefort, Paris, 173 p, 1877
- J.P. Mégnin, La maréchalerie française, son histoire depuis son origine, J. Dumaine, Paris, 160 p, 1867
- Pierre Mégnin, Hygiène du cheval, la ferrure, E. Deyrolle fils, Paris, 192 p, 1879
- P. Mégnin, Les parasites et les maladies parasitaires chez l'homme, les animaux domestiques et les animaux sauvages avec lesquels ils peuvent être en contact. Insectes, Arachnides, Crustacés. Paris, G. Masson, Editeur, Librairie de l'Académie de Médecine, 478p., 1880.
- P. Mégnin, L'anémie pernicieuse des chiens de meutes causée par l'ankylostome, E. Deyrolle, Paris, 20 p, 1882
- P. Mégnin, Le chien, histoire, hygiène, médecine, E. Deyrolle, Paris, 476 p, 1883
- Pierre Mégnin, Les acariens parasites, G. Masson, Paris, 183 p, 1892
- P. Mégnin, Médecine des oiseaux, L’Éleveur, Vincennes, 400 p, 1893
- P. Mégnin, La faune des cadavres, application de l'entomologie à la médecine légale, G. Masson, Paris, 214 p, 1894
- P. Mégnin, Le cheval et ses races, L’Éleveur, Vincennes, 487 p, 1895
- P. Mégnin, Les chenils et leur hygiène, L’Éleveur, Vincennes, 202 p, 1896
- Pierre Mégnin, Histoire du chien depuis les temps les plus reculés, origine des races et leur classification, L’Éleveur, Vincennes, 1897
- Pierre Mégnin, Les chiens d'arrêt, L’Éleveur, Vincennes, 1898
- Pierre Mégnin, Les lévriers, les chiens courants, les bassets, L’Éleveur, Vincennes, 1899
- Pierre Mégnin, Les chiens de berger, chiens de garde, chiens à vermine et chiens de luxe, L’Éleveur, Vincennes, 1900
- P. Mégnin, Histoire du harnachement et de la ferrure du cheval, L’Éleveur, Vincennes, 479 p, 1904

## Sources
- Jean Gouillard (2004). Histoire des entomologistes français, 1750-1950. Édition entièrement revue et augmentée. Boubée (Paris) : 287 p.
- Jean Lhoste (1987). Les Entomologistes français. 1750-1950. INRA Éditions : 351 p.